# PKP-Baureihe ET42
Die Lokomotiven der Baureihe ET42 der Polnischen Staatsbahnen (PKP) sind zweiteilige Elektrolokomotiven für die Beförderung von Güterzügen.
Als dritte Doppellokomotive für den schweren Güterzugdienst nach der ET40 und neben der ET41 wurde ab 1978 die Baureihe ET42 beschafft. Dies sind die einzigen Elektrolokomotiven der PKP, die in der Sowjetunion gebaut wurden. Sie wurden von den Baureihen WL10 und WL11 der Sowjetischen Eisenbahnen abgeleitet und bis 1978 in einer Stückzahl von 50 Lokomotiven von der Elektrolokomotivenfabrik Nowotscherkassk gebaut.
Die ET42 sind als Doppellokomotiven aus zwei baugleichen Hälften mit je einem Führerstand ausgeführt. Die beiden Lokhälften sind zur Unterscheidung mit „A“ bzw. „B“ gekennzeichnet. Die ET42 waren bis 2009 (Beschaffung der EU44) die leistungsstärksten Lokomotiven der PKP.
Bisher sind vier ET42 nach Unfällen ausgeschieden, die verbliebenen Lokomotiven sind im Bahnbetriebswerk Łódź (Einsatzstelle Zduńska Wola Karsznice) beheimatet und vorwiegend im Güterverkehr auf der Nord-Süd-Strecke zwischen der oberschlesischen Industrieregion und den Ostseehäfen in Gdańsk und Gdynia im Einsatz.